# Olympische Jugend-Sommerspiele 2010/Teilnehmer (Bosnien und Herzegowina)
| Gelbes Symbol für Goldmedaillen mit stilisierten Olympischen Ringen | Graues Symbol für Silbermedaillen mit stilisierten Olympischen Ringen | Braundes Symbol für Bronzemedaillen mit stilisierten Olympischen Ringen |
| ------------------------------------------------------------------- | --------------------------------------------------------------------- | ----------------------------------------------------------------------- |
| —                                                                   | —                                                                     | 1                                                                       |

Die Jugend-Olympiamannschaft von Bosnien und Herzegowina für die I. Olympischen Jugend-Sommerspiele vom 14. bis 26. August 2010 in Singapur bestand aus fünf Athleten.
Fahnenträger bei der Eröffnungsfeier war der Tennisspieler Damir Džumhur.

## Medaillengewinner
Mit einer gewonnenen Bronzemedaille belegte das Team Bosnien und Herzegowinas Platz 85 im Medaillenspiegel.
Der Gewinn der Bronzemedaille war der erste Medaillenerfolg für einen Athleten aus Bosnien und Herzegowina bei einem olympischen Turnier. Ferner konnte der Judoka Eldin Omerović die Bronzemedaille im Mannschaftswettbewerb gewinnen, diese floss jedoch nicht in die offizielle Medaillenwertung ein.

### Bronze
- Damir Džumhur, Tennis: Einzel

## Athleten nach Sportarten

### Leichtathletik
Mädchen
- Melika Kasumović
100 m: 27. Platz

### Judo
| Mädchen - Milica Savić Klasse bis 78 kg: Repechage Halbfinale Mannschaft: 5. Platz (mit Team New York) | Jungen - Eldin Omerović Klasse bis 81 kg: 3. Runde Mannschaft: Bronze (mit Team Cairo) |

### Schwimmen
Jungen
- Zlatko Alić
100 m Schmetterling: 24. Platz in der Qualifikation
200 m Schmetterling: 18. Platz in der Qualifikation

### Tennis
Jungen
- Damir Džumhur
Einzel: Bronze 
Doppel Jungen: Viertelfinale (mit  Kroatien Mate Pavić)